# ネイチャーランド 沼田ドイツ村 ケイニッヒ・クロルト
ネイチャーランド 沼田ドイツ村 ケイニッヒ・クロルト（ネイチャーランド ぬまたドイツむら ケイニッヒ・クロルト、ドイツ語: Königlich Kurort）は、かつて群馬県沼田市に存在したテーマパーク。園内にドイツの町並みを再現した、いわゆる「ドイツ村」であり、1997年（平成9年）から2002年（平成14年）頃にかけて営業していた。事業主体は沼田ふるさと振興株式会社（群馬県沼田市岡谷町峰1132-2）。

## 歴史
1995年（平成7年）9月29日、沼田市はドイツのバイエルン州にあるフュッセン市との間で姉妹都市提携した。日本ロマンチック街道の通過点である沼田市と、ドイツ・ロマンティック街道の終着点であるフュッセン市とは互いに交流を深め合い、姉妹都市提携するに至ったものである。それから2年後の1997年7月、沼田市にドイツの町並みを再現したテーマパークであるネイチャーランド 沼田ドイツ村 ケイニッヒ・クロルトが開園した。園名の「ケイニッヒ・クロルト (ドイツ語: Königlich Kurort)」は、日本語で「王様のリゾート」を意味する。
立地は関越自動車道・沼田インターチェンジから迦葉山龍華院、玉原湖（玉原ダム）、たんばらスキーパーク（たんばらラベンダーパーク）へと伸びる群馬県道266号上発知材木町線沿いにあり、東京から2時間以内でアクセスが可能。営業時間は10時から18時まで、年中無休。入場券の料金（入村料）は大人500円、小学生 - 中学生300円で、園内で金券として使用可能であった
。
当園は2002年頃に閉園。現在では居抜き物件として、建設会社の社屋として使われている。なお、同じく群馬県内にあるドイツ村・赤城高原牧場クローネンベルク（前橋市）もまた業績悪化のなか経営会社2社が自主再建を断念。2016年（平成28年）5月30日に民事再生法の適用を東京地方裁判所に申請し、保全命令を受けている。

## 園内施設
ホーエス城
当園のシンボルとなっている建物で、レストランにブルワリー（ビール工場）を併設した「ブルーパブ」である。
同名の城 (ドイツ語: Hohes Schloss) がドイツ・フュッセン市にあるが、当園のホーエス城の外観デザインはフュッセン市庁舎をモデルとする。
中央広場
ホーエス城前の広場。ビアガーデンがある。
ライヒュン通り商店街
ドイツ・バイエルン地方の町並みを再現した商店街。フュッセン市にある「ライヒェン通り」もまた土産物屋が並ぶ商店街となっている。
ライヒュン通り商店街の店舗一覧
- ヒルシュ - ロマンチック街道の資料館。
- フェニックス - ワールドインポートショップ。
- プリクラハウス - 写真館。
- きのこの山 - キノコの専門店。
- シュープレーム - パン・洋菓子店。
- フライッシャー - ソーセージ・乳製品専門店。
- ヴァイナハツマン - 一年じゅうがクリスマスの店（ドイツの文化としてクリスマスマーケットがある）。
- シュムックスラーデン綾都梨 - 宝飾品店。
- ブルーメ - 花と香の店。

グリム童話の森・ひまわりの丘
広場や通りから一段上がった場所にあり、グリム童話の世界を再現する。春はスイセンやスズラン、夏はヒマワリ、秋はコスモスの花が咲く。
山頂
沼田市を一望できる展望台や、ジャガイモ畑、ブルーベリー園がある。頂上までの道のりは600メートル、徒歩約10分間で、森林浴が可能。ブルーベリー園では2,000本ものブルーベリーの木を植え、2002年には収穫可能であると謳いオーナーを募集していた。

## 食事

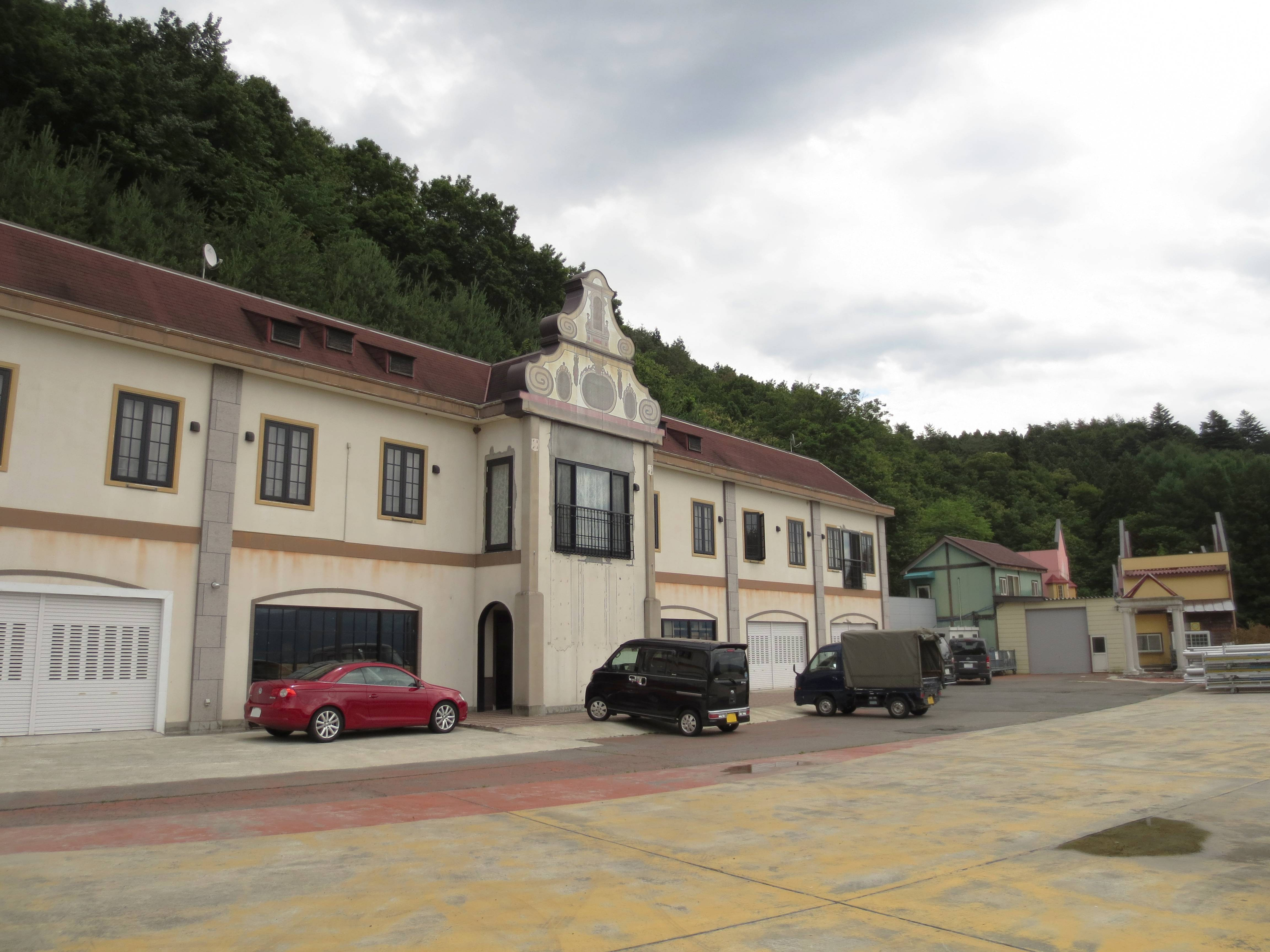
旧沼田ドイツ村・ホーエス城跡

当園独自の地ビール（地発泡酒）として玉原恋清水のブランドで販売していた。玉原高原の清水を地元では「恋清水」と呼ぶ。ラガー、ビター、アップルラガー、グレープラガー（季節販売商品）といった種類の酒を提供していた。
北海道直送のジンギスカン料理もまた、当園の名物であった。地ビールとジンギスカンの組み合わせは、北海道札幌市では王道とされている。その他、カレーライスにソーセージを添えた「ドイツカレー」なる料理も提供されていた（カリーヴルストとは別）。

## 交通アクセス
公共交通機関
JR上越新幹線・上毛高原駅から15キロメートル、自動車で15分。
JR上越線・沼田駅から迦葉山行きの路線バスに乗車、15分。
自家用自動車
関越自動車道・沼田インターチェンジから3キロメートル、自動車で5分。

## 関連文献
- 『月刊商店建築 1998年3月号』商店建築社。